# Spielvereinigung Fürth 1963-1964
Questa voce raccoglie le informazioni riguardanti la Spielvereinigung Fürth nelle competizioni ufficiali della stagione 1963-1964.

## Stagione
Nella stagione 1963-1964 il Fürth, allenato da Jenő Vincze, concluse il campionato di Regionalliga sud al 9º posto. In Coppa di Germania il Fürth fu eliminato agli ottavi dall'Hertha Berlino.

## Rosa
| N. |                     | Ruolo | Calciatore       |
| -- | ------------------- | ----- | ---------------- |
|    | Germania (bandiera) | P     | Gerhard Geißler  |
|    | Germania (bandiera) | P     | Heinz Kraus      |
|    | Ungheria (bandiera) | P     | Gyula Tóth       |
|    | Germania (bandiera) | D     | Hans Bauer       |
|    | Germania (bandiera) | D     | Robert Ehrlinger |
|    | Germania (bandiera) | D     | Dieter Emmerling |
|    | Germania (bandiera) | D     | Rudolf Gußner    |
|    | Germania (bandiera) | D     | Robert Schmid    |
|    | Germania (bandiera) | D     | Joaschim Vollert |
|    | Germania (bandiera) | C     | Paul Breitschuh  |

| N. |                     | Ruolo | Calciatore       |
| -- | ------------------- | ----- | ---------------- |
|    | Germania (bandiera) | C     | Wolfgang Fidelak |
|    | Germania (bandiera) | C     | Werner Hofmann   |
|    | Germania (bandiera) | C     | Horst Müller     |
|    | Germania (bandiera) | C     | Werner Schneider |
|    | Germania (bandiera) | C     | Erich Tauchmann  |
|    | Germania (bandiera) | A     | Wolfgang Brzuske |
|    | Germania (bandiera) | A     | Norbert Knopf    |
|    | Germania (bandiera) | A     | Ernst Perras     |
|    | Germania (bandiera) | A     | Alfred Stumptner |

## Organigramma societario
Area tecnica
- Allenatore: Jenő Vincze
- Allenatore in seconda:
- Preparatore dei portieri:
- Preparatori atletici:
- Analisi video:

## Calciomercato

### Sessione estiva
| Acquisti | Acquisti       | Acquisti          | Acquisti |
| R.       | Nome           | da                | Modalità |
| -------- | -------------- | ----------------- | -------- |
| C        | Werner Hofmann | Club Bruges       |          |
| P        | Heinz Kraus    | Greuther Fürth II |          |

| Cessioni | Cessioni        | Cessioni          | Cessioni |
| R.       | Nome            | a                 | Modalità |
| -------- | --------------- | ----------------- | -------- |
| A        | Helmut Fürther  | Kickers Stoccarda |          |
| A        | Sándor Popovics | Sparta Rotterdam  |          |
| A        | Karl Schmidt    | Norimberga        |          |

## Risultati

### Regionalliga

#### Girone di andata
| Arbitro: | Alt |

|                              |           |                               |
| Schlüter 39’ Brecht 48’, 66’ | Marcatori | 32’ Perras 39’, 84’ Tauchmann |

| Arbitro: | Sparing |

|                              |           |                               |
| Breitschuh 25’ Schneider 77’ | Marcatori | 17’ Holland 31’, 52’ Poklitar |

| Arbitro: | Heckeroth |

|             |           |               |
| Seißler 47’ | Marcatori | 87’ Schneider |

| Arbitro: | Deuschel |

|                                                                           |           |                |
| Tauchmann 5’ Stumptner 6’, 57’ Grutsch 9’ (aut.) Perras 62’ Schneider 65’ | Marcatori | 52’ Piechaczek |

| Arbitro: | Güller |

|                |           |                                    |
| Blechinger 59’ | Marcatori | 17’ Stumptner 43’ Perras 52’ Bauer |

| Arbitro: | Scheuring |

|            |           |  |
| Schmid 36’ | Marcatori |  |

| Hof (Baviera) 15 settembre 1963 7ª giornata | Bayern Hof  | 0 – 0 referto | Fürth | Stadion Grüne Au (3 000 spett.)\| Arbitro: \| Wengenmayer \| |
| Arbitro:                                    | Wengenmayer |               |       |                                                              |

| Arbitro: | Riegg |

|           |           |          |
| Bauer 64’ | Marcatori | 15’ Ipta |

| Schweinfurt 6 ottobre 1963 9ª giornata                          | Schweinfurt 05 | 1 – 2 referto     | Fürth | Willy-Sachs-Stadion (3 200 spett.) |
| \| \| \| \| \| Masurek 72’ \| Marcatori \| 6’, 65’ Schneider \| |                |                   |       |                                    |
|                                                                 |                |                   |       |                                    |
| Masurek 72’                                                     | Marcatori      | 6’, 65’ Schneider |       |                                    |

| Arbitro: | Gathof |

|                                               |           |             |
| Hofmann 21’ Breitschuh 37’, 80’ Ehrlinger 50’ | Marcatori | 84’ Günther |

| Arbitro: | Schmitt |

|                            |           |            |
| Schneider 64’ Dietrich 86’ | Marcatori | 60’ Perras |

| Arbitro: | Maurus |

|                         |           |           |
| Fröhlich 40’ Maurus 56’ | Marcatori | 2’ Perras |

| Arbitro: | Alt |

|                          |           |          |
| Tauchmann 20’ Perras 30’ | Marcatori | 85’ Bast |

| Arbitro: | Jacobi |

|                          |           |             |
| Tripp 73’ Schultheis 89’ | Marcatori | 11’ Hofmann |

| Arbitro: | Tschenscher |

|  |           |                                             |
|  | Marcatori | 40’ Huttary 56’ Becker 57’ (aut.) Emmerling |

| Arbitro: | Heckeroth |

|                                     |           |  |
| Wessolowski 46’ Stein 78’ Stöhr 81’ | Marcatori |  |

| Arbitro: | Schreiner |

|  |           |              |
|  | Marcatori | 65’ Heinrich |

| Arbitro: | Kistner |

|                               |           |                                 |
| Himmelmann 32’ Windhausen 89’ | Marcatori | 60’, 82’ Brzuske 85’ Breitschuh |

| Arbitro: | Hager |

|            |           |                 |
| Perras 76’ | Marcatori | 33’ Tagliaferri |

#### Girone di ritorno
| Arbitro: | Gathof |

|                               |           |                       |
| Studenroth 44’ Bernrieder 88’ | Marcatori | 36’ Brzuske 90’ Knopf |

| Arbitro: | Oppermann |

|                         |           |                            |
| Knopf 62’ Emmerling 70’ | Marcatori | 3’ Rosanowski 60’ Volkmann |

| Arbitro: | Eisemann |

|                         |           |                       |
| Linkert 43’ Stracke 73’ | Marcatori | 53’ Knopf 70’ Brzuske |

| Arbitro: | Betz |

|             |           |               |
| Brzuske 40’ | Marcatori | 47’ Mikulasch |

| Arbitro: | Maurus |

|                                           |           |  |
| Haseneder 38’ Lechner 60’ Kacmac 77’, 88’ | Marcatori |  |

| Arbitro: | Reil |

|                                    |           |         |
| Perras 29’ Knopf 37’ Schneider 63’ | Marcatori | 34’ Öhm |

| Arbitro: | Seiler |

|                            |           |             |
| Wodarzik 42’ Ohlhauser 81’ | Marcatori | 35’ Hofmann |

| Arbitro: | Siebert |

|                          |           |                                      |
| Müller 32’ Schneider 74’ | Marcatori | 52’, 74’, 85’ Gunkel 88’ Wietschorke |

| Arbitro: | Kistner |

|                                   |           |                  |
| Stocker 50’ Stocker 67’ Praxl 85’ | Marcatori | 44’, 87’ Brzuske |

| Arbitro: | Ott |

|  |           |                           |
|  | Marcatori | 18’ Schäfer 88’ Schneider |

| Fürth 15 marzo 1964 30ª giornata | Fürth | 0 – 0 referto | BC Augsburg | Sportpark Ronhof (1 000 spett.) |

| Arbitro: | Brucker |

|                          |           |  |
| Kirchner 57’ Schmitt 87’ | Marcatori |  |

| Arbitro: | Handwerker |

|                         |           |  |
| Tauchmann 54’ Knopf 62’ | Marcatori |  |

| Arbitro: | Hager |

|            |           |                                          |
| Kuster 66’ | Marcatori | 30’, 33’ Brzuske 44’ Tauchmann 80’ Knopf |

| Arbitro: | Schmid |

|                                                |           |                              |
| Schneider 2’, 16’, 20’ Ehrlinger 32’ Knopf 68’ | Marcatori | 11’ Schwarzfischer 88’ Hader |

| Arbitro: | Eisemann |

|                             |           |                            |
| Steeb 37’ Schmid 76’ (aut.) | Marcatori | 14’, 59’ Knopf 26’ Brzuske |

| Arbitro: | Glatthaar |

|                                      |           |  |
| Brzuske 15’ Perras 43’ Schneider 74’ | Marcatori |  |

| Reutlingen 23 maggio 1964 37ª giornata                                   | Reutlingen | 1 – 3 referto              | Fürth | Stadion an der Kreuzeiche (1 000 spett.) |
| \| \| \| \| \| Kostorz 57’ \| Marcatori \| 43’, 60’ Knopf 77’ Brzuske \| |            |                            |       |                                          |
|                                                                          |            |                            |       |                                          |
| Kostorz 57’                                                              | Marcatori  | 43’, 60’ Knopf 77’ Brzuske |       |                                          |

| Arbitro: | Brucker |

|               |           |               |
| Schneider 86’ | Marcatori | 11’ Träutlein |

### Coppa di Germania
| Arbitro: | Radermacher |

|            |           |               |
| Seeler 57’ | Marcatori | 73’ Schneider |

| Arbitro: | Conrad |

|                              |           |            |
| Brzuske 39’ Knopf 98’ (rig.) | Marcatori | 52’ Seeler |

| Arbitro: | Hoffmann |

|                                                         |           |                                          |
| Rehhagel 44’ (rig.) Steinert 48’ Beyer 55’ Borchert 62’ | Marcatori | 37’ Perras 60’ (aut.) Rehhagel 88’ Knopf |

## Statistiche

### Statistiche di squadra
| Competizione      | Punti | In casa | In casa | In casa | In casa | In casa | In casa | In trasferta | In trasferta | In trasferta | In trasferta | In trasferta | In trasferta | Totale | Totale | Totale | Totale | Totale | Totale | DR |
| Competizione      | Punti | G       | V       | N       | P       | Gf      | Gs      | G            | V            | N            | P            | Gf           | Gs           | G      | V      | N      | P      | Gf     | Gs     | DR |
| ----------------- | ----- | ------- | ------- | ------- | ------- | ------- | ------- | ------------ | ------------ | ------------ | ------------ | ------------ | ------------ | ------ | ------ | ------ | ------ | ------ | ------ | -- |
| Regionalliga sud  | 39    | 19      | 8       | 6       | 5       | 36      | 25      | 19           | 6            | 5            | 8            | 32           | 36           | 38     | 14     | 11     | 13     | 68     | 61     | +7 |
| Coppa di Germania | -     | 1       | 1       | 0       | 0       | 2       | 1       | 2            | 0            | 1            | 1            | 4            | 5            | 3      | 1      | 1      | 1      | 6      | 6      | 0  |
| Totale            | 39    | 20      | 9       | 6       | 5       | 38      | 26      | 21           | 6            | 6            | 9            | 36           | 41           | 41     | 15     | 12     | 14     | 74     | 67     | +7 |

### Andamento in campionato
| Giornata  | 1 | 2  | 3  | 4 | 5 | 6 | 7 | 8 | 9 | 10 | 11 | 12 | 13 | 14 | 15 | 16 | 17 | 18 | 19 | 20 | 21 | 22 | 23 | 24 | 25 | 26 | 27 | 28 | 29 | 30 | 31 | 32 | 33 | 34 | 35 | 36 | 37 | 38 |
| --------- | - | -- | -- | - | - | - | - | - | - | -- | -- | -- | -- | -- | -- | -- | -- | -- | -- | -- | -- | -- | -- | -- | -- | -- | -- | -- | -- | -- | -- | -- | -- | -- | -- | -- | -- | -- |
| Luogo     | T | C  | T  | C | T | C | T | C | T | C  | T  | T  | C  | T  | C  | T  | C  | T  | C  | T  | C  | T  | C  | T  | C  | T  | C  | T  | C  | C  | T  | C  | T  | C  | T  | C  | T  | C  |
| Risultato | N | P  | N  | V | V | V | N | N | V | V  | P  | P  | V  | P  | P  | P  | P  | V  | N  | N  | N  | N  | N  | P  | V  | P  | P  | P  | P  | N  | P  | V  | V  | V  | V  | V  | V  | N  |
| Posizione | 6 | 14 | 12 | 8 | 7 | 5 | 6 | 7 | 6 | 6  | 6  | 8  | 5  | 6  | 8  | 8  | 9  | 9  | 9  | 9  | 8  | 9  | 8  | 10 | 10 | 10 | 11 | 12 | 12 | 12 | 13 | 11 | 11 | 10 | 10 | 10 | 9  | 9  |

Legenda:

Luogo: C = Casa; T = Trasferta. Risultato: V = Vittoria; N = Pareggio; P = Sconfitta.

### Statistiche dei giocatori
| Giocatore     | Regionalliga sud | Regionalliga sud | Regionalliga sud | Regionalliga sud | Coppa di Germania | Coppa di Germania | Coppa di Germania | Coppa di Germania | Totale   | Totale | Totale      | Totale     |
| Giocatore     | Presenze         | Reti             | Ammonizioni      | Espulsioni       | Presenze          | Reti              | Ammonizioni       | Espulsioni        | Presenze | Reti   | Ammonizioni | Espulsioni |
| ------------- | ---------------- | ---------------- | ---------------- | ---------------- | ----------------- | ----------------- | ----------------- | ----------------- | -------- | ------ | ----------- | ---------- |
| H. Bauer      | 19               | 2                | 0                | 0                | 0                 | 0                 | 0                 | 0                 | 19       | 2      | 0           | 0          |
| P. Breitschuh | 19               | 4                | 0                | 0                | 0                 | 0                 | 0                 | 0                 | 19       | 4      | 0           | 0          |
| W. Brzuske    | 25               | 12               | 0                | 0                | 3                 | 1                 | 0                 | 0                 | 28       | 13     | 0           | 0          |
| R. Ehrlinger  | 37               | 2                | 0                | 0                | 3                 | 0                 | 0                 | 0                 | 40       | 2      | 0           | 0          |
| D. Emmerling  | 38               | 1                | 0                | 0                | 3                 | 0                 | 0                 | 0                 | 41       | 1      | 0           | 0          |
| W. Fidelak    | 11               | 0                | 0                | 0                | 3                 | 0                 | 0                 | 0                 | 14       | 0      | 0           | 0          |
| G. Geißler    | 0                | 0                | 0                | 0                | 0                 | 0                 | 0                 | 0                 | 0        | 0      | 0           | 0          |
| R. Gußner     | 21               | 0                | 0                | 0                | 3                 | 0                 | 0                 | 0                 | 24       | 0      | 0           | 0          |
| W. Hofmann    | 15               | 3                | 0                | 1                | 0                 | 0                 | 0                 | 0                 | 15       | 3      | 0           | 1          |
| N. Knopf      | 20               | 11               | 0                | 0                | 3                 | 2                 | 0                 | 0                 | 23       | 13     | 0           | 0          |
| H. Kraus      | 0                | 0                | 0                | 0                | 0                 | 0                 | 0                 | 0                 | 0        | 0      | 0           | 0          |
| H. Müller     | 30               | 1                | 0                | 0                | 0                 | 0                 | 0                 | 0                 | 30       | 1      | 0           | 0          |
| E. Perras     | 29               | 9                | 0                | 0                | 3                 | 1                 | 0                 | 0                 | 32       | 10     | 0           | 0          |
| R. Schmid     | 34               | 1                | 0                | 0                | 3                 | 0                 | 0                 | 0                 | 37       | 1      | 0           | 0          |
| W. Schneider  | 26               | 12               | 0                | 0                | 3                 | 1                 | 0                 | 0                 | 29       | 13     | 0           | 0          |
| A. Stumptner  | 21               | 3                | 0                | 0                | 0                 | 0                 | 0                 | 0                 | 21       | 3      | 0           | 0          |
| E. Tauchmann  | 34               | 6                | 0                | 0                | 3                 | 0                 | 0                 | 0                 | 37       | 6      | 0           | 0          |
| G. Tóth       | 38               | 0                | 0                | 0                | 3                 | 0                 | 0                 | 0                 | 41       | 0      | 0           | 0          |
| J. Vollert    | 1                | 0                | 0                | 0                | 0                 | 0                 | 0                 | 0                 | 1        | 0      | 0           | 0          |